# عقرب دریایی میلر
عقرب دریایی میلر (نام علمی: Hughmilleriidae) نام یک خانواده از راسته کژدم‌های دریایی است.